# Villeneuve-sur-Vère

Villeneuve-sur-Vère este o comună în departamentul Tarn din sudul Franței. În 2009 avea o populație de 452 de locuitori.

## Evoluția populației
| An        | 1975 | 1982 | 1990 | 1999 | 2006 | 2009 |
| --------- | ---- | ---- | ---- | ---- | ---- | ---- |
| Populație | 361  | 366  | 351  | 363  | 401  | 452  |